# Emma Bonino
Emma Bonino (Bra, Piemont, Itàlia, 9 de març de 1948) és una política italiana, membre del Parlament italià. Ha estat ministra de Política Europea i Comerç Internacional durant el govern de Romano Prodi i ministra d'Afers Exteriors en el govern d'Enrico Letta.
Nascuda prop de Cuneo, cursà estudis primaris a la seva ciutat natal; va llicenciar-se en llengües i literatura moderna a la Universitat Bocconi de Milà; realitzà una tesi sobre l'autobiografia de Malcolm X. El 1998 fou guardonada amb el Premi Príncep d'Astúries de Cooperació Internacional, juntament amb Fatiha Boudiaf, Rigoberta Menchú, Fatana Ishaq Gailani, Somaly Mam, Graça Machel i Olayinka Koso-Thomas pel seu treball, per separat, en defensa i dignificació de les dones.

## Política italiana
El 1975 fundà el Centre d'Informació sobre l'esterilització i l'avortament i promogué un referèndum per la legalització de l'avortament a l'estat italià: fou arrestada per primer cop per desobediència civil.
L'any següent el Partit Radical es presentà per primer cop a les eleccions, i Bonino fou escollida membre de la cambra de Representants italiana. Una condició que seria repetida en sis legislatures més: 1979, 1983, 1987, 1992, 1994 i 2006.
El 1986 fou una de les promotores principals del referèndum contra l'energia nuclear que va permetre abandonar el programa civil nuclear a Itàlia. El 1994 fou designada pel govern italià cap de la delegació nacional de l'Assemblea General de les Nacions Unides per parlar sobre la Moratòria sobre la Pena de mort.
El 17 de maig de 2006 Bonino fou nomenada ministra de Política Europea i Comerç Internacional en el govern de Romano Prodi, guanyador de les eleccions generals de 2006 davant Silvio Berlusconi.
Ocupà la vicepresidència del senat italià de maig del 2008 a març de 2013. A les eleccions que se'n seguiren, es presentà en la llista Amnistia e Libertà, però no fou reelegida senadora. Tanmateix, l'abril de 2013 entrà en el govern de concentració d'Enrico Letta com a ministra d'Afers Exteriors.

## Política europea

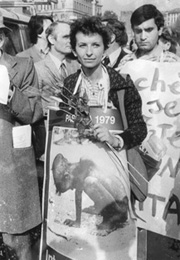
Bonino durant una marxa contra la fam al món

El 1979 fou escollida membre del Parlament europeu, i posteriorment fou reescollida el 1984 i 1999. Des de l'acta de diputada europea va iniciar els seus treballs en favor de les dones i dels més desafavorits, així com contra els governs autoritaris.
Entre 1980 i 1981 va promoure diverses campanyes pels drets civils dels ciutadans de l'Europa de l'Est, així com de la instauració d'una Cort Penal Internacional (avui dia establerta a La Haia). El 1981 va fundar l'associació Food and Disarmament International, de la qual és secretària general des de 1985, i amb la qual pretén donar a conèixer el problema de la fam al món.
El 1993 va promoure davant les Nacions Unides l'establiment del Tribunal Penal Internacional per a l'antiga Iugoslàvia, tribunal específic per a investigar i jutjar els crims comesos durant la Guerra dels Balcans i les seves seqüeles.

## Comissària europea

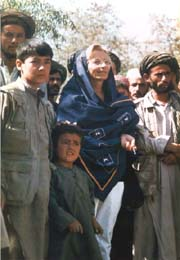
Emma Bonino en una visita a Kabul

El 1995 Bonino fou nomenada comissària europea de Salut, Protecció al Consumidor, comissària europea d'Assumptes Pesquers i Marítims així com de l'Oficina europea d'ajuda humanitària, sota la Comissió presidida per Jacques Santer. El 26 de gener d'aquell any, quaranta hores després de prendre possessió del càrrec, viatjà fins a Sarajevo i Mostar per denunciar la impotència de la Unió Europea i el desinterès de l'ONU sobre el conflicte dels Balcans i per tancar els ulls davant la neteja ètnica que s'hi estava desenvolupant. El 1996 denuncià l'abandonament de Ruanda per part de la comunitat internacional davant el genocidi comès per les ètnies tutsi i hutu.
Bonino, com a responsable d'ajuda humanitària de la Comissió Europea, realitzà diversos viatges a zones en conflicte: Somàlia: denuncià el règim dels senyors de la guerra; Sudan; Kurdistan, ofegat per les sancions imposades al règim de Saddam Hussein; Afganistan, on denuncià el règim dels talibans per les seves restriccions a la població, i a les dones en especial; Guinea Bissau, on medià entre govern i guerrilla; i Sierra Leone.
El 15 de març de 1999 dimití del càrrec, igual que la resta de la Comissió de Jacques Santer, per l'acusació de frau i malversació de fons sobre la comissària Edith Cresson; restà, però, en el seu càrrec fins al novembre en la interina Comissió Marín.
El juny d'aquell mateix any es presentà novament a les eleccions europees amb la seva pròpia formació, Lista Bonino: aconseguí el 8,5% dels vots italians i 7 eurodiputats. El 2004 la Lista Bonino s'afilià a l'Aliança dels Liberals i Demòcrates per Europa.

## Reconeixements
- Premi Príncep d'Astúries de Cooperació Internacional (1998).
- Premi Europeu de Comunicació i Relacions Públiques Jordi Xifra Heras (1999), de l'Escola Superior de Relacions Públiques de la Universitat de Girona.[2]